# Ancient Bards
Gli Ancient Bards sono un gruppo musicale symphonic metal italiano, fondato nel 2006 a Rimini, dal tastierista Daniele Mazza, autore di musica e testi, e dal bassista Martino Garattoni. Fino ad oggi hanno pubblicato 5 album in studio, tutti pubblicati dalla casa discografia tedesca Limb Music.

## Storia del gruppo
Nato nel gennaio del 2006 dall'iniziativa di Daniele Mazza, con il bassista Martino Garattoni, i gruppo si completò nell'estate del 2007 con l'ingresso della cantante Sara Squadrani, dei chitarristi Fabio Balducci e Claudio Pietronik e del batterista Federico Gatti.
Il sestetto realizzò un demo EP Trailer of the Black Crystal Sword Saga contenente quattro pezzi anticipatori del loro primo album in studio The Alliance of the Kings - The Black Crystal Sword Saga, Pt I, uscito nel 2010. Tra il 2008, dopo la pubblicazione dell'EP, e il 2009 il gruppo si esibì in varie località italiane, prendendo parte anche a concerti metal come band di supporto.
Nell'estate del 2009 registrarono a Ravenna il loro primo album in studio, primo capitolo della loro saga epica The Black Crystal Sword Saga. Tra il 2010 e il 2011 registrarono il loro secondo album Soulless Child.
Il 9 gennaio 2014 Fabio Balducci lasciò il gruppo sostituito da Simone Bertozzi. Sempre nel 2014, il gruppo suona al Metal Female Voices Fest in Belgio, l'evento principale per la musica metal con voce femminile e pubblica i terzo album A New Dawn Ending.   
Nel 2019 viene pubblicato il quarto album Origine, mentre ad aprile 2025 viene pubblicato il quinto album Artefix.

## Formazione

### Formazione attuale
- Sara Squadrani – voce
- Claudio Pietronik – chitarra
- Simone Bertozzi – chitarra
- Federico Gatti – batteria
- Daniele Mazza – tastiere
- Martino Garattoni – basso

### Ex componenti
- Alessandro Carichini – batteria
- Fabio Balducci – chitarra

## Discografia

### Album in studio
- 2010 – The Alliance of the Kings - The Black Crystal Sword Saga, Pt I
- 2011 – Soulless Child
- 2014 – A New Dawn Ending
- 2019 – Origine - The Black Crystal Sword Saga Pt. 2
- 2025 - Artefix

### EP
- 2008 – Trailer of the Black Crystal Sword Saga

### Split
- 2012 – Prelude To Awakening (con i Serenity in Murder)